# Pectinatella
Pectinatella is een mosdiertjesgeslacht uit de  familie van de Pectinatellidae en de orde Plumatellida

## Soorten
- Pectinatella magnifica (Leidy, 1851) = Waterzakmosdiertje

Niet geaccepteerde soort:
- Pectinatella gelatinosa Oka, 1891 → Asajirella gelatinosa (Oka, 1891)